# Investidura presidencial de Estados Unidos

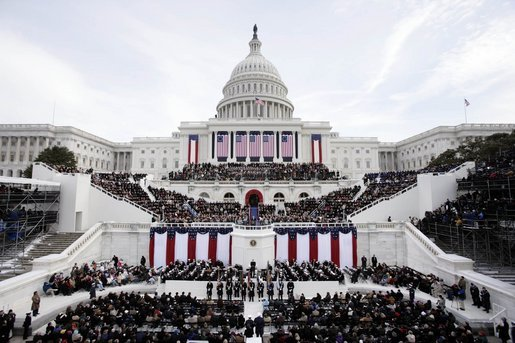
Acto en 2005 durante la investidura presidencial de George W. Bush.

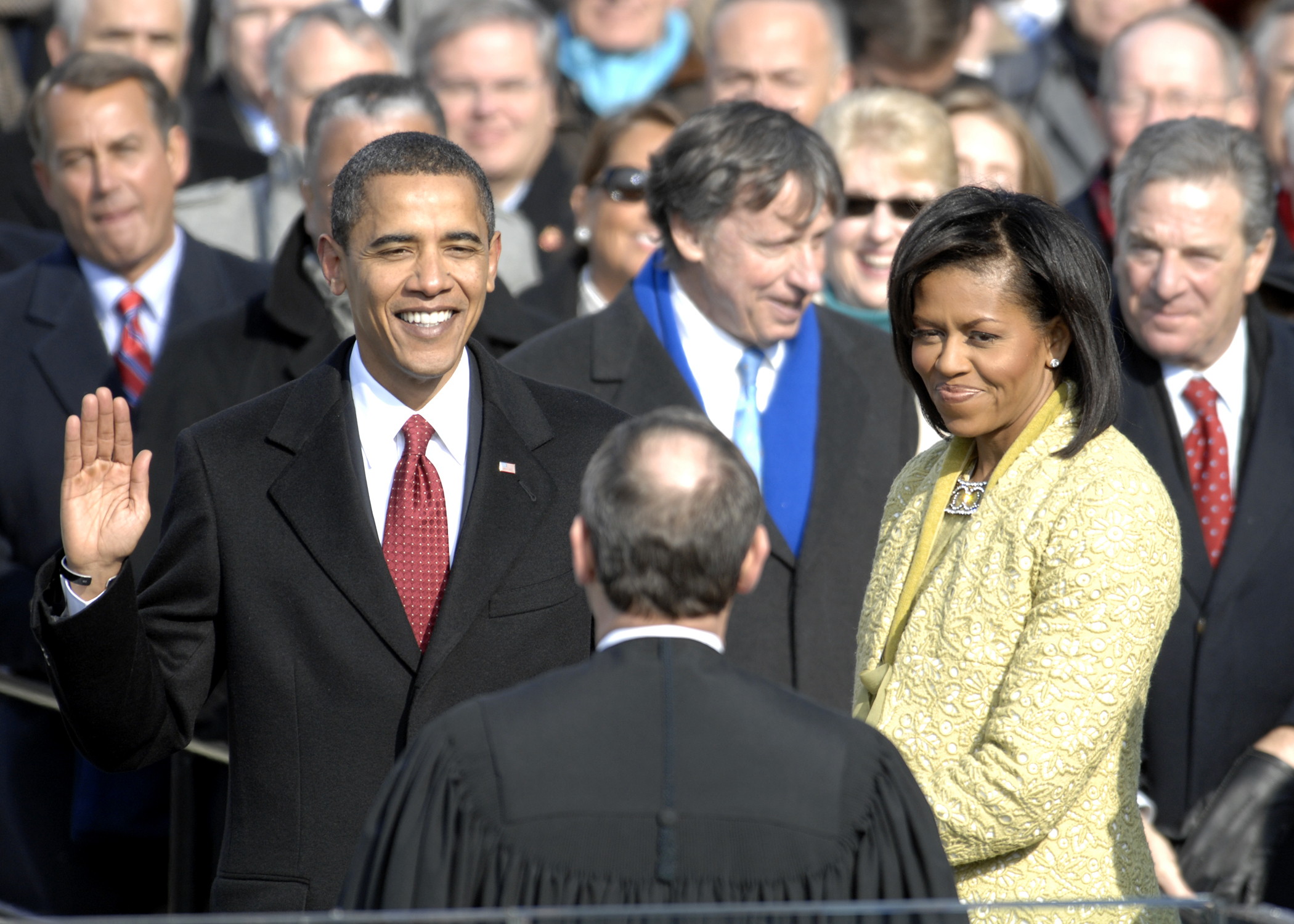
Investidura de Barack Obama como presidente de los Estados Unidos ante el presidente de la Corte Suprema de Justicia John Roberts, 2009.

La investidura presidencial de Estados Unidos se produce a partir de la apertura de un nuevo plazo de un presidente de los Estados Unidos. 
La toma de posesión tiene lugar para cada nuevo mandato presidencial, incluso si el presidente continúa en el cargo por un segundo mandato. Desde 1937, ha tenido lugar al mediodía EST del 20 de enero, el primer día del nuevo mandato, entre 72 y 78 días después de la elección presidencial, excepto en tres ocasiones en las que el 20 de enero cayó en domingo. En esos años, el juramento presidencial se realizó ese día en forma privada y luego nuevamente en una ceremonia pública al día siguiente, el lunes 21 de enero.
La recitación del juramento presidencial del cargo es el único componente de esta ceremonia ordenado por la Constitución de los Estados Unidos (en el Artículo II, Sección Uno, Cláusula 8). Aunque no es un requisito constitucional, el presidente del Tribunal Supremo generalmente administra el juramento presidencial del cargo. Desde 1789, el juramento ha sido administrado en 58 inauguraciones públicas programadas, por 15 jueces principales, un juez asociado y un juez del estado de Nueva York. Otros, además del presidente del Tribunal Supremo, han prestado juramento a varios de los nueve vicepresidentes que han sucedido en la presidencia tras la muerte o renuncia de su predecesor dentro del período. Desde la inauguración de Ronald Reagan en 1981, la ceremonia se ha llevado a cabo en el frente oeste del Capitolio de los Estados Unidos frente al National Mall con su icónico Monumento a Washington y el lejano Monumento a Lincoln. Otras ceremonias de juramento se han llevado a cabo en una plataforma sobre los escalones en el pórtico este del Capitolio de forma regular durante 180 años, y ocasionalmente dentro de la Cámara del Antiguo Senado en el antiguo lado norte, la cámara de la Cámara de Representantes en el sur. ala, y la Rotonda central debajo de la cúpula. La última inauguración programada regularmente que no tuvo lugar en el Capitolio fue la cuarta inauguración de Franklin D. Roosevelt en 1945, que se celebró en la Casa Blanca. A lo largo de los años, han surgido varias tradiciones que han ampliado la inauguración de una simple ceremonia de juramento a un evento de un día, incluidos desfiles y múltiples reuniones sociales. La ceremonia en sí se transmite en vivo a través de las principales redes comerciales de televisión y noticias por cable de Estados Unidos varios también lo transmiten en vivo en sus sitios web. Cuando un presidente ha asumido el cargo durante un período, la ceremonia de inauguración se ha realizado sin pompa ni fanfarria. Para facilitar una transición presidencial rápida en circunstancias extraordinarias, el nuevo presidente toma el juramento del cargo en una ceremonia sencilla y generalmente se dirige a la nación después. 
La inauguración presidencial más reciente se llevó a cabo el 20 de enero de 2021, cuando Joe Biden asumió el cargo. Por primera vez en la historia, el presidente saliente, Donald Trump, no asistió a la ceremonia.

## Juramento al asumir el cargo
Cada presidente pronuncia el siguiente juramento, de acuerdo con el Artículo II, Sección 1 de la Constitución de Estados Unidos:

Juro solemnemente que desempeñaré fielmente el cargo de Presidente de los Estados Unidos y que, en la medida de mis posibilidades, preservaré, protegeré y defenderé la Constitución de los Estados Unidos. [Así que Dios me ayude.]".
Artículo II, Sección 1 de la Constitución de los Estados Unidos

## Estadísticas
Fechas
La investidura presidencial se ha realizado en cinco distintas fechas en la historia de los Estados Unidos: 
- 30 de abril
- 4 de marzo
- 5 de marzo
- 20 de enero
- 21 de enero

George Washington dio su primer discurso el 30 de abril de 1789 y su segundo el 4 de marzo de 1793, que fue la fecha de comienzo de mandatos presidenciales. Esta fecha 4 de marzo se cambió a 20 de enero por la Vigésima Enmienda a la Constitución de los Estados Unidos.
Juramentos
Se han realizado 70 juramentos prestados hasta la fecha han sido pronunciados en los más variados lugares:
- Capitolio de los Estados Unidos - 54 ocasiones
- La Casa Blanca - 6 ocasiones
- El Viejo Capitolio de Ladrillo (sede del edificio actual de la Corte Suprema) - 1 ocasión
- Washington D. C. (pero no en el Capitolio ni en la Casa Blanca) - 2 ocasiones
- Fuera de Washington D. C. - 7 ocasiones
- En el Air Force One - 1 ocasión

| Fecha                    | Presidente            | Vicepresidente        | Lugar | Juramentado por                                                                                     | Discurso de investidura                        |
| ------------------------ | --------------------- | --------------------- | --- | --------------------------------------------------------------------------------------------------- | ---------------------------------------------- |
| 30 de abril de 1789      | George Washington     |                       | Balcón de Federal Hall Nueva York, Nueva York                                                                            | Robert R. Livingston Canciller de Nueva York                                                        | George Washington's First Inaugural Address    |
| 4 de marzo de 1793       | George Washington     |                       | Cámara del Senado de Estados Unidos Congress Hall Filadelfia, Pensilvania                                                | William Cushing Juez de la Corte Suprema de Justicia de los Estados Unidos                          | George Washington's Second Inaugural Address   |
| 4 de marzo de 1797       | John Adams            |                       | Cámara de Representantes de Estados Unidos Salón del Congreso Filadelfia, Pensilvania                                    | Oliver Ellsworth                                                                                    | John Adams' Inaugural Address                  |
| 4 de marzo de 1801       | Thomas Jefferson      |                       | Cámara del Senado, Capitolio                                                                                             | John Marshall                                                                                       | Thomas Jefferson's First Inaugural Address     |
| 4 de marzo de 1805       | Thomas Jefferson      |                       | Cámara del Senado, Capitolio                                                                                             | John Marshall                                                                                       | Thomas Jefferson's Second Inaugural Address    |
| 4 de marzo de 1809       | James Madison         |                       | Cámara de Representantes de Estados Unidos, Capitolio                                                                    | John Marshall                                                                                       | James Madison's First Inaugural Address        |
| 4 de marzo de 1813       | James Madison         |                       | Cámara de Representantes de Estados Unidos, Capitolio                                                                    | John Marshall                                                                                       | James Madison's Second Inaugural Address       |
| 4 de marzo de 1817       | James Monroe          |                       | Frente al antiguo Capitolio de ladrillo (1st & A Sts., N.E.) ahora el edificio de la Corte Suprema de los Estados Unidos | John Marshall                                                                                       | James Monroe's First Inaugural Address         |
| 5 de marzo de 1821       | James Monroe          |                       | Cámara de Representantes de Estados Unidos, Capitolio                                                                    | John Marshall                                                                                       | James Monroe's Second Inaugural Address        |
| 4 de marzo de 1825       | John Q. Adams         |                       | Cámara de Representantes de Estados Unidos, Capitolio                                                                    | John Marshall                                                                                       | John Quincy Adams's Inaugural Address          |
| 4 de marzo de 1829       | Andrew Jackson        |                       | Pórtico este, Capitolio                                                                                                  | John Marshall                                                                                       | Andrew Jackson's First Inaugural Address       |
| 4 de marzo de 1833       | Andrew Jackson        |                       | Cámara de Representantes de Estados Unidos, Capitolio                                                                    | John Marshall                                                                                       | Andrew Jackson's Second Inaugural Address      |
| 4 de marzo de 1837       | Martin Van Buren      |                       | Pórtico este, Capitolio                                                                                                  | Roger B. Taney                                                                                      | Martin Van Buren's Inaugural Address           |
| 4 de marzo de 1841       | William H. Harrison   |                       | Pórtico este, Capitolio                                                                                                  | Roger B. Taney                                                                                      | William Henry Harrison's Inaugural Address     |
| 6 de abril de 1841       | John Tyler            |                       | Hotel Brown's 6th St. & Pennsylvania Ave., N.W. Washington D. C.                                                         | William Cranch Juez, Corte de Distrito de los Estados Unidos para el Distrito de Columbia           |                                                |
| 4 de marzo de 1845       | James K. Polk         |                       | Pórtico este, Capitolio                                                                                                  | Roger B. Taney                                                                                      | James K. Polk's Inaugural Address              |
| 5 de marzo de 1849       | Zachary Taylor        |                       | Pórtico este, Capitolio                                                                                                  | Roger B. Taney                                                                                      | Zachary Taylor's Inaugural Address             |
| 10 de julio de 1850      | Millard Fillmore      |                       | Cámara de Representantes, Capitolio                                                                                      | William Cranch Juez, Corte de Distrito de los Estados Unidos para el Distrito de Columbia           |                                                |
| 4 de marzo de 1853       | Franklin Pierce       |                       | Pórtico este, Capitolio                                                                                                  | Roger B. Taney                                                                                      | Franklin Pierce's Inaugural Address            |
| 4 de marzo de 1857       | James Buchanan        |                       | Pórtico este, Capitolio                                                                                                  | Roger B. Taney                                                                                      | James Buchanan's Inaugural Address             |
| 4 de marzo de 1861       | Abraham Lincoln       |                       | Pórtico este, Capitolio                                                                                                  | Roger B. Taney                                                                                      | Abraham Lincoln's First Inaugural Address      |
| 4 de marzo de 1865       | Abraham Lincoln       |                       | Pórtico este, Capitolio                                                                                                  | Salmon P. Chase                                                                                     | Abraham Lincoln's Second Inaugural Address     |
| 15 de abril de 1865      | Andrew Johnson        |                       | Kirkwood Hotel, 12th St. & Pennsylvania Ave., N.W., Washington D. C.                                                     | Salmon P. Chase                                                                                     |                                                |
| 4 de marzo de 1869       | Ulysses S. Grant      |                       | Pórtico este, Capitolio                                                                                                  | Salmon P. Chase                                                                                     | Ulysses S. Grant's First Inaugural Address     |
| 4 de marzo de 1873       | Ulysses S. Grant      |                       | Pórtico este, Capitolio                                                                                                  | Salmon P. Chase                                                                                     | Ulysses S. Grant's Second Inaugural Address    |
| 3 de marzo de 1877       | Rutherford B. Hayes   |                       | Red Room, Casa Blanca (en privado)                                                                                       | Morrison R. Waite                                                                                   |                                                |
| 5 de marzo de 1877       | Rutherford B. Hayes   |                       | Pórtico este, Capitolio (acto público)                                                                                   | Morrison R. Waite                                                                                   | Rutherford B. Hayes's Inaugural Address        |
| 4 de marzo de 1881       | James A. Garfield     |                       | Pórtico este, Capitolio                                                                                                  | Morrison R. Waite                                                                                   | James A. Garfield's Inaugural Address          |
| 20 de septiembre de 1881 | Chester A. Arthur     |                       | Residencia 123 Lexington Avenue Nueva York (en privado)                                                                  | John R. Brady Juez, Corte de distrito de Estados Unidos por el distrito de Nueva York               |                                                |
| 22 de septiembre de 1881 | Chester A. Arthur     |                       | Oficina del Vicepresidente de los Estados Unidos Capitolio (acto público)                                                | Morrison R. Waite                                                                                   |                                                |
| 4 de marzo de 1885       | Grover Cleveland      |                       | Pórtico este, Capitolio                                                                                                  | Morrison R. Waite                                                                                   | Grover Cleveland's First Inaugural Address     |
| 4 de marzo de 1889       | Benjamin Harrison     |                       | Pórtico este, Capitolio                                                                                                  | Melville W. Fuller                                                                                  | Benjamin Harrison's Inaugural Address          |
| 4 de marzo de 1893       | Grover Cleveland      |                       | Pórtico este, Capitolio                                                                                                  | Melville W. Fuller                                                                                  | Grover Cleveland's Second Inaugural Address    |
| 4 de marzo de 1897       | William McKinley      |                       | Antes Sala del Senado Capitolio                                                                                          | Melville W. Fuller                                                                                  | William McKinley's First Inaugural Address     |
| 4 de marzo de 1901       | William McKinley      |                       | Pórtico este, Capitolio                                                                                                  | Melville W. Fuller                                                                                  | William McKinley's Second Inaugural Address    |
| 14 de septiembre de 1901 | Theodore Roosevelt    |                       | Ansley Wilcox House Búfalo, Nueva York                                                                                   | John R. Hazel Juez, Corte de distrito de Estados Unidos por el distrito de Nueva York               |                                                |
| 4 de marzo de 1905       | Theodore Roosevelt    |                       | Pórtico este, Capitolio                                                                                                  | Melville W. Fuller                                                                                  | Theodore Roosevelt's Inaugural Address         |
| 4 de marzo de 1909       | William H. Taft       |                       | Cámara del Senado, Capitolio                                                                                             | Melville W. Fuller                                                                                  | William Howard Taft's Inaugural Address        |
| 4 de marzo de 1913       | Woodrow Wilson        |                       | Pórtico este, Capitolio                                                                                                  | Edward D. White                                                                                     | Woodrow Wilsons First Inaugural Address        |
| 4 de marzo de 1917       | Woodrow Wilson        |                       | Salón de los Presidentes, Capitolio (en privado)                                                                         | Edward D. White                                                                                     |                                                |
| 5 de marzo de 1917       | Woodrow Wilson        |                       | Pórtico este, Capitolio (en público)                                                                                     | Edward D. White                                                                                     | Woodrow Wilson's Second Inaugural Address      |
| 4 de marzo de 1921       | Warren G. Harding     |                       | Pórtico este, Capitolio                                                                                                  | Edward D. White                                                                                     | Warren Harding's Inaugural Address             |
| 3 de agosto de 1923      | Calvin Coolidge       |                       | En la residencia de su padre Plymouth, Vermont                                                                           | John C. Coolidge Notario público (padre de Calvin Coolidge)                                         |                                                |
| 4 de marzo de 1925       | Calvin Coolidge       |                       | Pórtico este, Capitolio                                                                                                  | William H. Taft                                                                                     | Calvin Coolidge's Inaugural Address            |
| 4 de marzo de 1929       | Herbert C. Hoover     |                       | Pórtico este, Capitolio                                                                                                  | William H. Taft                                                                                     | Herbert Hoover's Inaugural Address             |
| 4 de marzo de 1933       | Franklin D. Roosevelt |                       | Pórtico este, Capitolio                                                                                                  | Charles E. Hughes                                                                                   | Franklin Roosevelt's First Inaugural Address   |
| 20 de enero de 1937      | Franklin D. Roosevelt | John Nance Garner     | Pórtico este, Capitolio                                                                                                  | Charles E. Hughes                                                                                   | Franklin Roosevelt's Second Inaugural Address  |
| 20 de enero de 1941      | Franklin D. Roosevelt | Henry Wallace         | Pórtico este, Capitolio                                                                                                  | Charles E. Hughes                                                                                   | Franklin Roosevelt's Third Inaugural Address   |
| 20 de enero de 1945      | Franklin D. Roosevelt |                       | Pórtico sur, Casa Blanca                                                                                                 | Harlan F. Stone                                                                                     | Franklin Roosevelt's Fourth Inaugural Address  |
| 12 de abril de 1945      | Harry S. Truman       |                       | Cabinet Room, Casa Blanca                                                                                                | Harlan F. Stone                                                                                     |                                                |
| 20 de enero de 1949      | Harry S. Truman       | Alben William Barkley | Pórtico este, Capitolio por primera vez televisado                                                                       | Frederick M. Vinson                                                                                 | Harry S. Truman's Inaugural Address            |
| 20 de enero de 1953      | Dwight D. Eisenhower  |                       | Pórtico este, Capitolio                                                                                                  | Frederick M. Vinson                                                                                 | Dwight Eisenhower's First Inaugural Address    |
| 20 de enero de 1957      | Dwight D. Eisenhower  | Richard Nixon         | East Room, Casa Blanca (en privado)                                                                                      | Earl Warren                                                                                         |                                                |
| 21 de enero de 1957      | Dwight D. Eisenhower  | Richard Nixon         | Pórtico este, Capitolio (público)                                                                                        | Earl Warren                                                                                         | Dwight Eisenhower's Second Inaugural Address   |
| 20 de enero de 1961      | John F. Kennedy       | Lyndon B. Johnson     | Pórtico este, Capitolio                                                                                                  | Earl Warren                                                                                         | John F. Kennedy's Inaugural Address            |
| 22 de noviembre de 1963  | Lyndon B. Johnson     |                       | Sala de conferencias de la SAM 26000 (Air Force One) (pero en privado fotografiado) Love Field, Dallas, Texas            | Sarah T. Hughes Juez del Tribunal de Distrito de los Estados Unidos para el Distrito Norte de Texas |                                                |
| 20 de enero de 1965      | Lyndon B. Johnson     | Hubert Humphrey       | Pórtico, Capitolio | Earl Warren                                                                                         | Lyndon Johnson's Inaugural Address             |
| 20 de enero de 1969      | Richard M. Nixon      | Spiro Agnew           | Pórtico este, Capitolio                                                                                                  | Earl Warren                                                                                         | Richard Nixon's First Inaugural Address        |
| 20 de enero de 1973      | Richard M. Nixon      | Spiro Agnew           | Pórtico este, Capitolio                                                                                                  | Warren E. Burger                                                                                    | Richard Nixon's Second Inaugural Address       |
| 9 de agosto de 1974      | Gerald R. Ford        |                       | East Room, Casa Blanca                                                                                                   | Warren E. Burger                                                                                    |                                                |
| 20 de enero de 1977      | Jimmy Carter          | Walter Mondale        | Pórtico este, Capitolio                                                                                                  | Warren E. Burger                                                                                    | Jimmy Carter's Inaugural Address               |
| 20 de enero de 1981      | Ronald Reagan         | George H. W. Bush     | Fachada Oeste , Capitolio                                                                                                | Warren E. Burger                                                                                    | Ronald Reagan's First Inaugural Address        |
| 20 de enero de 1985      | Ronald Reagan         | George H. W. Bush     | Salón de la entrada norte Casa Blanca (en privado, pero televisado)                                                      | Warren E. Burger                                                                                    |                                                |
| 21 de enero de 1985      | Ronald Reagan         | George H. W. Bush     | Rotonda, Capitolio (acto público)                                                                                        | Warren E. Burger                                                                                    | Ronald Reagan's Second Inaugural Address       |
| 20 de enero de 1989      | George H. W. Bush     | Dan Quayle            | Fachada Oeste, Capitolio                                                                                                 | William Rehnquist                                                                                   | George H. W. Bush's Inaugural Address          |
| 20 de enero de 1993      | Bill Clinton          | Al Gore               | Fachada Oeste, Capitolio                                                                                                 | William Rehnquist                                                                                   | Bill Clinton's First Inaugural Address         |
| 20 de enero de 1997      | Bill Clinton          | Al Gore               | Fachada Oeste, Capitolio                                                                                                 | William Rehnquist                                                                                   | Bill Clinton's Second Inaugural Address        |
| 20 de enero de 2001      | George W. Bush        | Dick Cheney           | Fachada Oeste, Capitolio                                                                                                 | William Rehnquist                                                                                   | George W. Bush's First Inaugural Address       |
| 20 de enero de 2005      | George W. Bush        | Dick Cheney           | Fachada Oeste, Capitolio                                                                                                 | William Rehnquist                                                                                   | George W. Bush's Second Inaugural Address      |
| 20 de enero de 2009      | Barack Obama          | Joe Biden             | Fachada Oeste, Capitolio                                                                                                 | John G. Roberts                                                                                     | Barack Obama's Inaugural Address               |
| 21 de enero de 2009      | Barack Obama          |                       | Sala de Mapas, Casa Blanca                                                                                               | John G. Roberts                                                                                     |                                                |
| 20 de enero de 2013      | Barack Obama          | Joe Biden             | Sala azul de la Casa Blanca                                                                                              | John G. Roberts                                                                                     |                                                |
| 21 de enero de 2013      | Barack Obama          | Joe Biden             | Fachada Oeste, Capitolio                                                                                                 | John G. Roberts                                                                                     | Barack Obama's Second Inaugural Address        |
| 20 de enero de 2017      | Donald Trump          | Mike Pence            | Fachada Oeste, Capitolio                                                                                                 | John G. Roberts                                                                                     | Donald Trump's Inaugural Address               |
| 20 de enero de 2021      | Joe Biden             | Kamala Harris         | Fachada Oeste, Capitolio                                                                                                 | John G. Roberts                                                                                     |                                                |
| Fecha                    | Presidente            | Vicepresidente        | Lugar | Juramentado por                                                                                     | Discurso de investidura (Textos de Wikisource) |